# 川上堅次
川上 堅次（かわかみ けんじ 1975年 - ）は、日本の建築家。エトラデザインを主宰。神戸市生まれ。
1997年、IEDイタリア・ローマ校。その後帰国し1999年、日本大学理工学部建築学科卒業。2000年、株式会社リビングプロダクトに勤務。
2002年、有限会社アーキテクチャー・ラボに勤務。
2005年、沖野充和と一級建築士事務所カプデザイン共同設立する。
2008年、エトラデザインを設立。
2003年、東京ガス主催「あたたかな住空間デザインコンペディション」で、最優秀賞と審査員特別賞を受賞した。代表作に、K氏邸reform、HE-HOUSE、下北沢の家など。 